# Funiculaire Tateyama
Le funiculaire Tateyama (立山ケーブルカー, Tateyama Kēburukā), officiellement ligne funiculaire (鋼索線, Kōsaku-sen), est un funiculaire situé sur les pentes du mont Tate à Tateyama, dans la préfecture de Toyama au Japon. Il est exploité par la compagnie Tateyama Kurobe Kankō. Le funiculaire fait partie de la route alpine Tateyama Kurobe.

## Description
Le funiculaire se compose d'une voie unique avec évitement central.

## Histoire
Le funiculaire ouvre le 13 août 1954.

## Caractéristiques

### Ligne
- Longueur : 1,3 km
- Dénivelé : 502 m
- Pente : 56 %
- Écartement rails : 1 067 mm
- Nombre de gares : 2

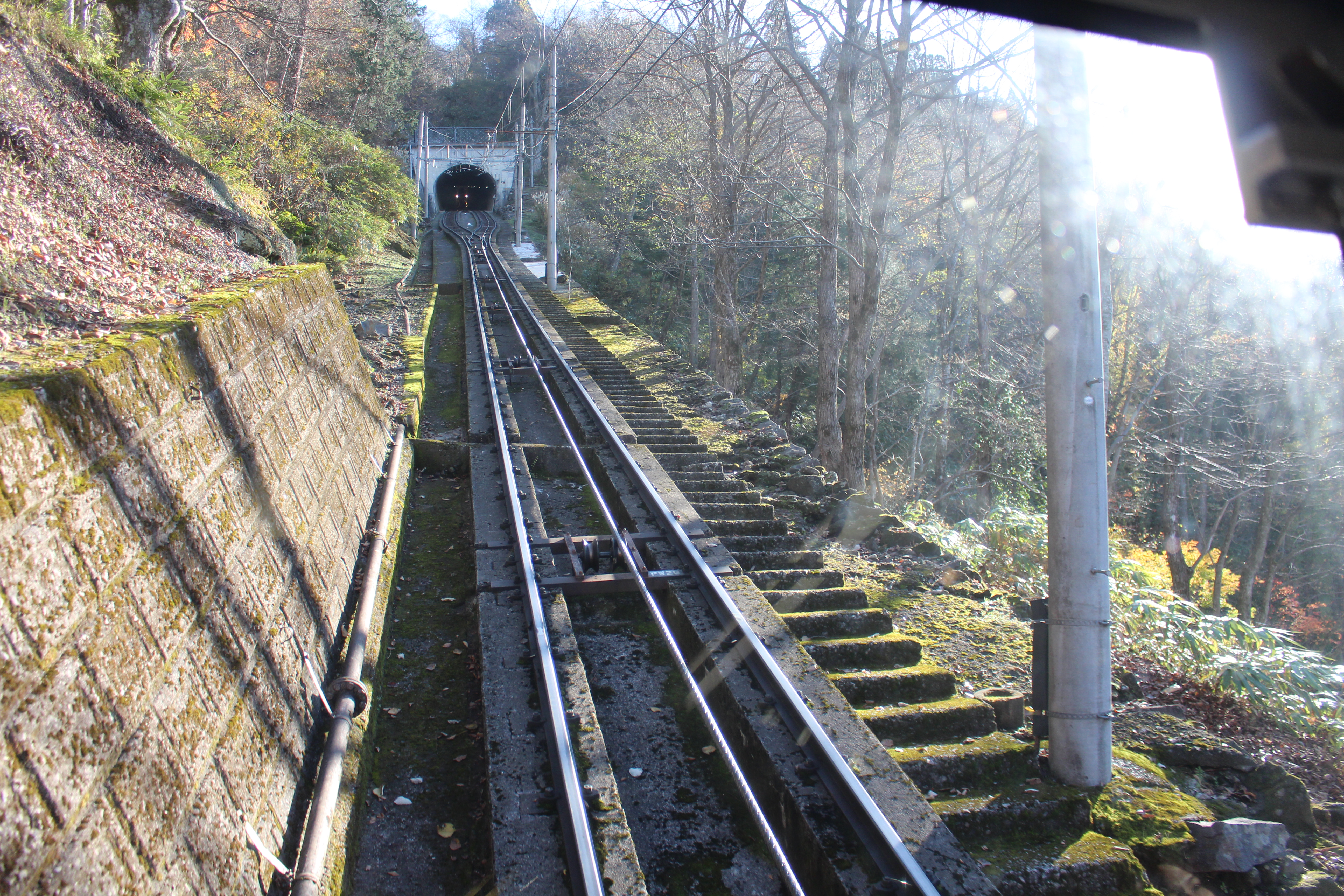
Evitement central
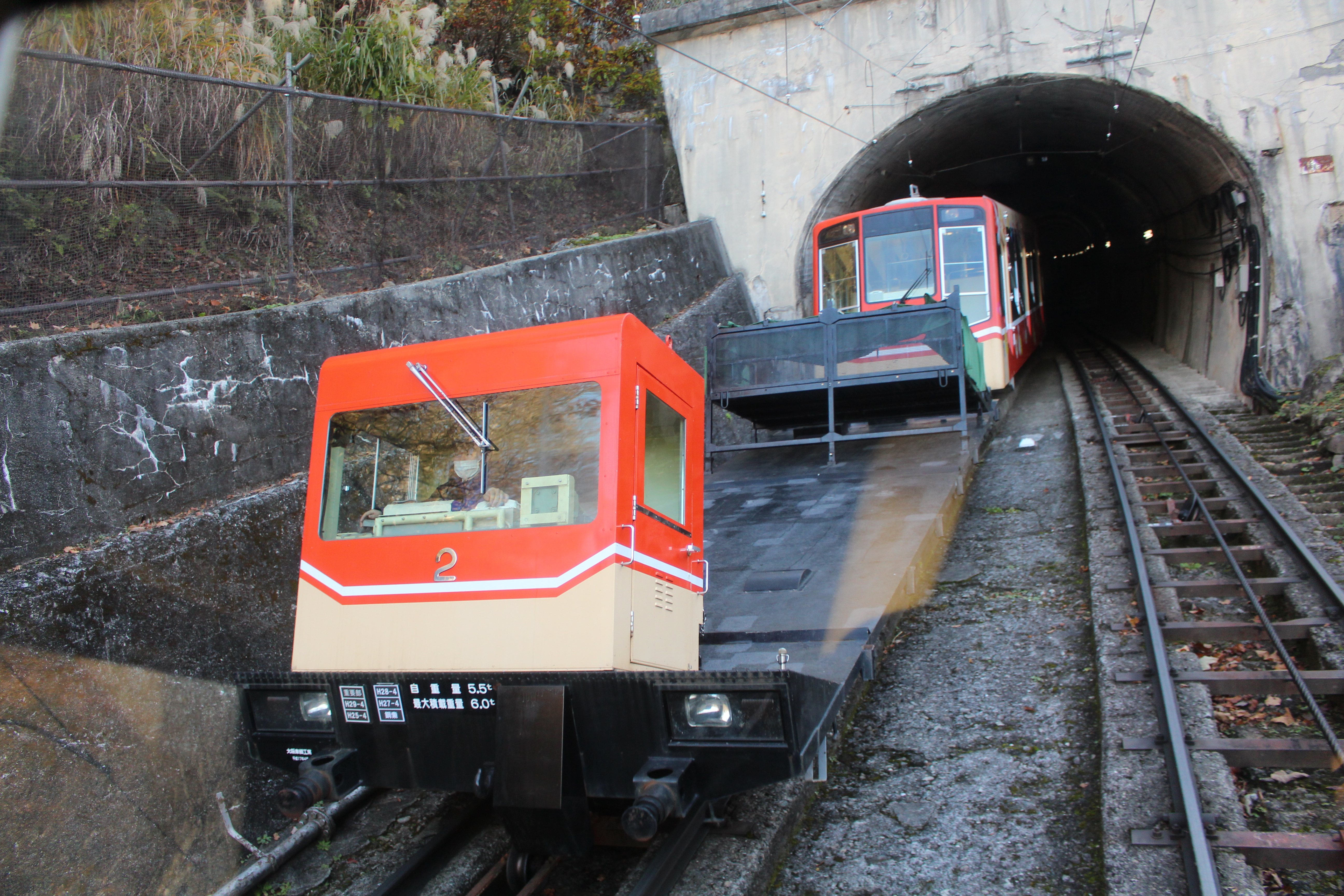
Vue de la remorque
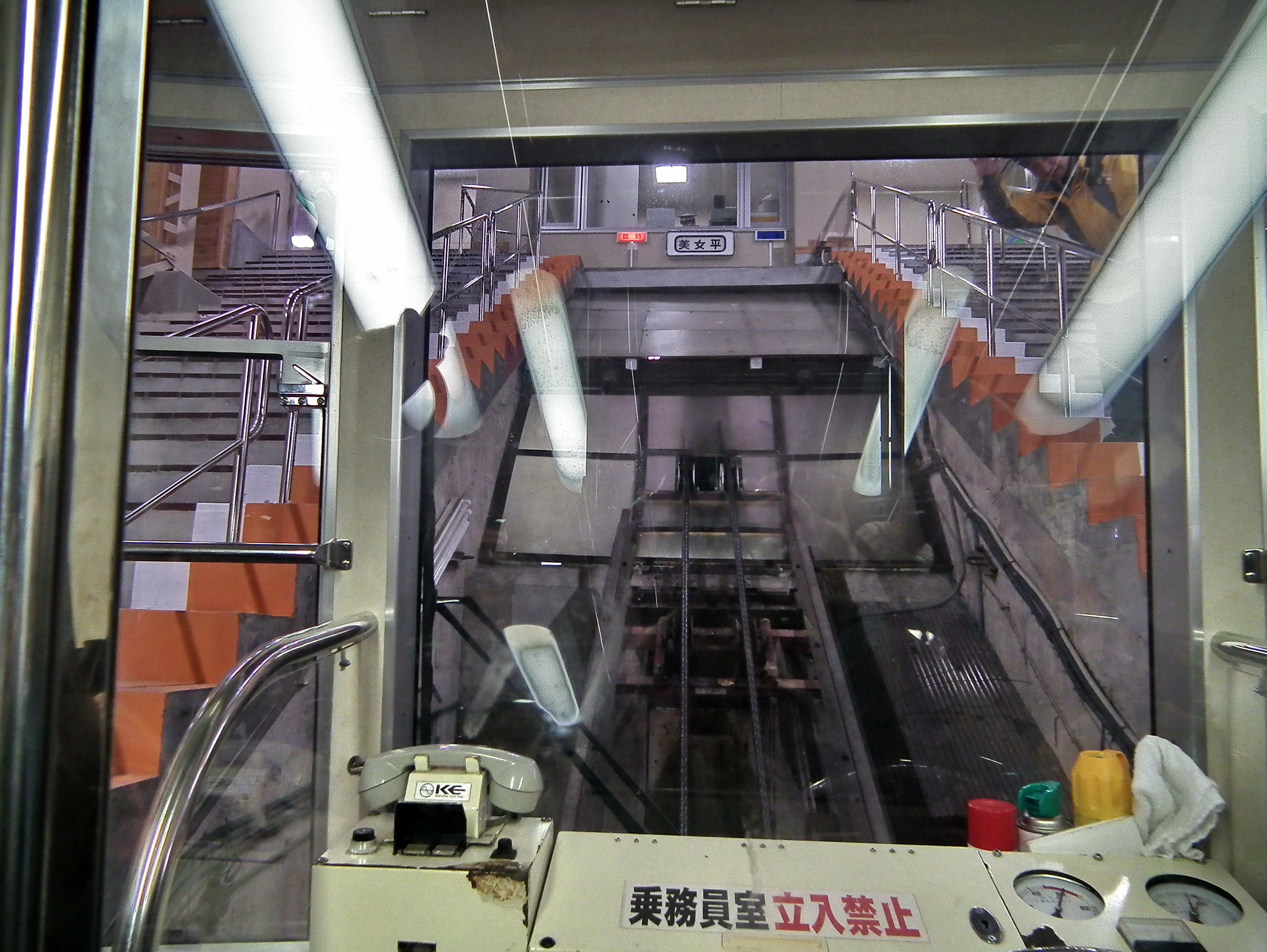
Cabine de conduite

### Liste des gares
| Gare      | Nom japonais | Distance (km) | Altitude (m) | Correspondances     | Localisation |
| --------- | ------------ | ------------- | ------------ | ------------------- | ------------ |
| Tateyama  | 黒部湖       | 0             | 487          | Chitetsu : Tateyama | Tateyama     |
| Bijodaira | 美女平       | 1,3           | 977          |                     | Tateyama     |